# NGC 3574
NGC 3574 é uma galáxia espiral (S?) localizada na direcção da constelação de Leo. Possui uma declinação de +27° 37' 31" e uma ascensão recta de 11 horas, 12 minutos e 12,1 segundos.
A galáxia NGC 3574 foi descoberta em 1877 por Édouard Jean-Marie Stephan.